# Rhodiola hobsonii
Rhodiola hobsonii är en fetbladsväxtart som först beskrevs av David Prain och R.-hamet, och fick sitt nu gällande namn av Fu. Rhodiola hobsonii ingår i släktet rosenrötter, och familjen fetbladsväxter. Inga underarter finns listade i Catalogue of Life.